# طواف فلاندرز للسيدات 2021
طواف فلاندرز للسيدات 2021 (بالفرنسية: Tour des Flandres féminin 2021)‏ هو سباق دراجات هوائية، وهو الموسم رقم 18 من طواف فلاندرز للنساء، وأقيم في 4 أبريل 2021، وامتدّ لمسافة 152.59 كيلومتر، وهو أحد سباقات طواف العالم للدراجات للسيدات 2021، وشارك فيه 143 متسابقاً ووصل إلى نهايته 111 متسابقاً.
فاز فيه بالمركز الأول أنيميك فان فليوتن، وبالمركز الثاني ليزا برينور، وبالمركز الثالث غريس براون.

## الفرق
| فرق سيدات عالمية (9)- ألي بي تي سي ليوبليانا 2021 ‏ - Liv AlUla Jayco ‏ - كانيون إس آر إيه إم راسينغ 2021 ‏ - فريق سنويب للسيدات 2021 ‏ - FDJ–Suez ‏ - ليف ريسينغ 2021 ‏ - موفيستار للسيدات 2021 ‏ - إس دي وركس 2021 ‏ - Lidl–Trek (women's team) ‏ فرق دراجات قارية سيدات (15)- أيه آر مونكس برو سيكلينج للسيدات 2021 ‏ - Aromitalia–Basso Bikes–Vaiano ‏ - بنجوال شوفالمير 2021 ‏ - Ceratizit Pro Cycling ‏ - كووب-هايتك برودكتس 2021 ‏ - دولتشيني فان إيك بروكسيموس 2021 ‏ - دروبز-لي كول 2021 ‏ - جامبو فيسما للسيدات 2021 ‏ - لوتو سودال للسيدات 2021 ‏ - ماسي تكتيك 2021 ‏ - مولتم أكاونتس 2021 ‏ - باركهوتل فالكنبورغ 2021 ‏ - EF Education–Tibco–SVB ‏ - فالكار سيلانس 2021 ‏ - بلانتور بورا 2021 ‏ |  |
| |  |

## المشاركون
| إس دي وركس ‏ SDW | إس دي وركس ‏ SDW             | إس دي وركس ‏ SDW |
| --------------- | --------------------------- | --------------- |
| م               | عداء                        | مرتبة           |
| 1               | Chantal van den Broek-Blaak | 19              |
| 2               | أنا فان دير بريغين (طريق)   | 8               |
| 3               | جولين ديهور                 | 78              |
| 4               | ايمي بيترز                  | 14              |
| 5               | ديمي فوليرينغ               | 5               |
| 6               | كريستين ماجروس (طريق)       | 62              |

| يو أي أيه تيم ‏ ALE | يو أي أيه تيم ‏ ALE | يو أي أيه تيم ‏ ALE |
| ------------------ | ------------------ | ------------------ |
| م                  | عداء               | مرتبة              |
| 11                 | مارتا باستيانيلي   | 44                 |
| 12                 | Maaike Boogaard ‏   | 36                 |
| 13                 | يوجينة بوجاك       | 102                |
| 14                 | تاتيانا جوديرزو    | 106                |
| 15                 | مارلين رويسر       | 9                  |
| 16                 | Laura Tomasi ‏      | 79                 |

| كانيون–إس آر إيه إم ‏ CSR | كانيون–إس آر إيه إم ‏ CSR | كانيون–إس آر إيه إم ‏ CSR |
| ------------------------ | ------------------------ | ------------------------ |
| م                        | عداء                     | مرتبة                    |
| 21                       | كاتارزينا نيفيادوما      | 20                       |
| 22                       | الكسيس ريان              | 32                       |
| 23                       | Alice Barnes             | 64                       |
| 24                       | هانا بارنز               | 65                       |
| 25                       | تيفاني كرومويل           | 23                       |
| 26                       | ليزا كلاين               | 51                       |

| FDJ–Suez ‏ FDJ | FDJ–Suez ‏ FDJ       | FDJ–Suez ‏ FDJ |
| ------------- | ------------------- | ------------- |
| م             | عداء                | مرتبة         |
| 31            | سيسيلي أوتوب لودفيغ | 7             |
| 32            | مارتا كافالي        | 6             |
| 33            | برودي شابمان        | 29            |
| 34            | أوجيني دوفال        | 54            |
| 35            | إميليا فهلين        | 63            |
| 36            | Maëlle Grossetête ‏  | 57            |

| ليف ريسينغ ‏ LIV | ليف ريسينغ ‏ LIV   | ليف ريسينغ ‏ LIV |
| --------------- | ----------------- | --------------- |
| م               | عداء              | مرتبة           |
| 41              | لوت كوبيكي (طريق) | 13              |
| 42              | Valerie Demey ‏    | 46              |
| 43              | صوفيا بيرتيزولو   | 45              |
| 44              | أليسون جاكسون     | 22              |
| 45              | Jeanne Korevaar ‏  | 38              |
| 46              | ثريا بالادين      | 66              |

| موفيستار للسيدات ‏ MOV | موفيستار للسيدات ‏ MOV    | موفيستار للسيدات ‏ MOV |
| --------------------- | ------------------------ | --------------------- |
| م                     | عداء                     | مرتبة                 |
| 51                    | أنيميك فان فليوتن (طريق) | 1                     |
| 52                    | أود بيانيك               | لم يكمل السباق        |
| 53                    | Jelena Erić (cyclist) ‏   | لم يكمل السباق        |
| 54                    | Emma Norsgaard (طريق)    | 35                    |
| 55                    | ليا توماس                | 11                    |
| 56                    | باربرا جوارشي            | لم يكمل السباق        |

| Liv AlUla Jayco ‏ BEX | Liv AlUla Jayco ‏ BEX | Liv AlUla Jayco ‏ BEX |
| -------------------- | -------------------- | -------------------- |
| م                    | عداء                 | مرتبة                |
| 61                   | غريس براون           | 3                    |
| 62                   | Teniel Campbell ‏     | 82                   |
| 63                   | Arianna Fidanza ‏     | 110                  |
| 64                   | سارة روي (طريق)      | 30                   |
| 65                   | أماندا سبرات         | 28                   |
| 66                   | Moniek Tenniglo ‏     | 77                   |

| فريق سنويب للسيدات ‏ DSM | فريق سنويب للسيدات ‏ DSM | فريق سنويب للسيدات ‏ DSM |
| ----------------------- | ----------------------- | ----------------------- |
| م                       | عداء                    | مرتبة                   |
| 71                      | فلورتجي ماكايج          | 17                      |
| 72                      | سوزان أندرسن            | لم يكمل السباق          |
| 73                      | ليا كيرشمان             | 99                      |
| 74                      | فرانشيسكا كوش ‏          | 34                      |
| 75                      | جولييت لابوس            | 60                      |
| 76                      | ليان ليبرت              | 26                      |

| Lidl–Trek (women's team) ‏ TFS | Lidl–Trek (women's team) ‏ TFS | Lidl–Trek (women's team) ‏ TFS |
| ----------------------------- | ----------------------------- | ----------------------------- |
| م                             | عداء                          | مرتبة                         |
| 81                            | Ellen van Dijk                | 21                            |
| 82                            | Lizzie Deignan                | 18                            |
| 83                            | Audrey Cordon-Ragot (طريق)    | 31                            |
| 84                            | إليسا ونغو بورغيني (طريق)     | 4                             |
| 85                            | لوسيندا براند                 | 67                            |

| جامبو فيسما للسيدات ‏ TJV | جامبو فيسما للسيدات ‏ TJV | جامبو فيسما للسيدات ‏ TJV |
| ------------------------ | ------------------------ | ------------------------ |
| م                        | عداء                     | مرتبة                    |
| 91                       | ماريان فوس               | 12                       |
| 92                       | آنا هندرسون              | 24                       |
| 93                       | رومي كاسبر               | 52                       |
| 94                       | أنوسكا كوستر             | 37                       |
| 95                       | ريجان ماركوس             | 27                       |
| 96                       | Karlijn Swinkels ‏        | 107                      |

| Ceratizit Pro Cycling ‏ WNT | Ceratizit Pro Cycling ‏ WNT | Ceratizit Pro Cycling ‏ WNT |
| -------------------------- | -------------------------- | -------------------------- |
| م                          | عداء                       | مرتبة                      |
| 101                        | ليزا برينور (طريق)         | 2                          |
| 102                        | Kathrin Hammes ‏            | 74                         |
| 103                        | ماريا جوليا كونفالونيري    | 16                         |
| 104                        | Marta Lach ‏ (طريق)         | 59                         |
| 105                        | Julie Norman Leth ‏         | 40                         |
| 106                        | Lea Lin Teutenberg ‏        | لم يكمل السباق             |

| لوتو بيليسول للسيدات ‏ LSL | لوتو بيليسول للسيدات ‏ LSL | لوتو بيليسول للسيدات ‏ LSL |
| ------------------------- | ------------------------- | ------------------------- |
| م                         | عداء                      | مرتبة                     |
| 111                       | Jesse Vandenbulcke ‏       | 49                        |
| 112                       | Danique Braam ‏            | لم يكمل السباق            |
| 113                       | Lone Meertens ‏            | 108                       |
| 114                       | حنا نيلسون                | 48                        |
| 115                       | Abby-Mae Parkinson ‏       | 72                        |
| 116                       | Anna Plichta ‏             | لم يكمل السباق            |

| باركهوتل فالكنبورغ ‏ PHV | باركهوتل فالكنبورغ ‏ PHV | باركهوتل فالكنبورغ ‏ PHV |
| ----------------------- | ----------------------- | ----------------------- |
| م                       | عداء                    | مرتبة                   |
| 121                     | Mischa Bredewold ‏       | 25                      |
| 122                     | Femke Gerritse ‏         | 69                      |
| 123                     | فيمكا ماركوس            | 87                      |
| 124                     | Lieke Nooijen ‏          | 84                      |
| 125                     | Marit Raaijmakers ‏      | 73                      |
| 126                     | Sofie van Rooijen ‏      | لم يكمل السباق          |

| EF Education–Tibco–SVB ‏ TIB | EF Education–Tibco–SVB ‏ TIB | EF Education–Tibco–SVB ‏ TIB |
| --------------------------- | --------------------------- | --------------------------- |
| م                           | عداء                        | مرتبة                       |
| 131                         | لورين ستيفنز                | 68                          |
| 132                         | إيفا بورمان                 | لم يكمل السباق              |
| 133                         | كريستين فولكنر              | 10                          |
| 134                         | Sarah Gigante ‏              | 61                          |
| 135                         | نينا كيسلر                  | 90                          |
| 136                         | Eri Yonamine ‏               | 39                          |

| فالكار سيلانس ‏ VAL | فالكار سيلانس ‏ VAL | فالكار سيلانس ‏ VAL |
| ------------------ | ------------------ | ------------------ |
| م                  | عداء               | مرتبة              |
| 141                | إليسا بالسامو      | 15                 |
| 142                | كيارا كونسوني      | 42                 |
| 143                | Vittoria Guazzini ‏ | 56                 |
| 144                | Silvia Persico ‏    | 76                 |
| 145                | إيلينا بيروني      | لم يكمل السباق     |
| 146                | Ilaria Sanguineti ‏ | 105                |

| بلانتور بورا سيلينج تيم ‏ PLP | بلانتور بورا سيلينج تيم ‏ PLP | بلانتور بورا سيلينج تيم ‏ PLP |
| ---------------------------- | ---------------------------- | ---------------------------- |
| م                            | عداء                         | مرتبة                        |
| 151                          | Yara Kastelijn ‏              | لم يكمل السباق               |
| 152                          | Manon Bakker ‏                | 103                          |
| 153                          | ساني كانت                    | 80                           |
| 154                          | Ceylin del Carmen Alvarado   | 104                          |
| 155                          | Aniek van Alphen ‏            | 100                          |
| 156                          | إنج فان دير هيدين            | 53                           |

| بنجوال شوفالمير ‏ CCT | بنجوال شوفالمير ‏ CCT | بنجوال شوفالمير ‏ CCT |
| -------------------- | -------------------- | -------------------- |
| م                    | عداء                 | مرتبة                |
| 161                  | Justine Ghekiere ‏    | لم يكمل السباق       |
| 162                  | كيلي فان دن ستين     | 75                   |
| 163                  | ثاليتا دي جونج       | 41                   |
| 164                  | Claudia Jongerius‏    | لم يكمل السباق       |
| 165                  | ناتالي فان غوخ       | 95                   |
| 166                  | Rozanne Slik ‏        | لم يكمل السباق       |

| دولتشيني فان إيك بروكسيموس ‏ DVE | دولتشيني فان إيك بروكسيموس ‏ DVE | دولتشيني فان إيك بروكسيموس ‏ DVE |
| ------------------------------- | ------------------------------- | ------------------------------- |
| م                               | عداء                            | مرتبة                           |
| 171                             | Victoire Berteau ‏               | لم يكمل السباق                  |
| 172                             | Christina Schweinberger ‏        | لم يكمل السباق                  |
| 173                             | Kathrin Schweinberger ‏ (طريق)   | 33                              |
| 174                             | Nicole Steigenga ‏               | لم يكمل السباق                  |
| 175                             | Fien van Eynde ‏                 | 88                              |
| 176                             | Amber Aernouts‏                  | لم يكمل السباق                  |

| أوتوجلاس ويترين ‏ MUL | أوتوجلاس ويترين ‏ MUL | أوتوجلاس ويترين ‏ MUL |
| -------------------- | -------------------- | -------------------- |
| م                    | عداء                 | مرتبة                |
| 181                  | Marijke de Smedt‏     | 91                   |
| 182                  | Fien Delbaere ‏       | 93                   |
| 183                  | آن صوفي دويك         | 83                   |
| 184                  | Rosalie Van der Wolf‏ | لم يكمل السباق       |
| 185                  | Céline van Houtum‏    | 86                   |
| 186                  | Kylie Waterreus ‏     | 89                   |

| Aromitalia–Basso Bikes–Vaiano ‏ VAI | Aromitalia–Basso Bikes–Vaiano ‏ VAI | Aromitalia–Basso Bikes–Vaiano ‏ VAI |
| ---------------------------------- | ---------------------------------- | ---------------------------------- |
| م                                  | عداء                               | مرتبة                              |
| 191                                | Olivija Baleišytė ‏                 | لم يكمل السباق                     |
| 192                                | Giada Borghesi ‏                    | لم يكمل السباق                     |
| 193                                | Letizia Borghesi ‏                  | مستبعد                             |
| 194                                | Inga Češulienė ‏                    | 98                                 |
| 195                                | راسا ليليفيتو                      | 92                                 |
| 196                                | Gemma Sernissi ‏                    | لم يكمل السباق                     |

| دروبز ‏ DRP | دروبز ‏ DRP               | دروبز ‏ DRP     |
| ---------- | ------------------------ | -------------- |
| م          | عداء                     | مرتبة          |
| 201        | Dani Christmas ‏          | لم يكمل السباق |
| 202        | Elizabeth Bennett‏        | لم يكمل السباق |
| 203        | إميلي موبيرج             | لم يكمل السباق |
| 204        | Sara Penton ‏             | 70             |
| 205        | Marjolein van 't Geloof ‏ | 85             |
| 206        | Maike van der Duin ‏      | 43             |

| تيم كوب هايتك بوردكتس ‏ HPU | تيم كوب هايتك بوردكتس ‏ HPU | تيم كوب هايتك بوردكتس ‏ HPU |
| -------------------------- | -------------------------- | -------------------------- |
| م                          | عداء                       | مرتبة                      |
| 211                        | Caroline Andersson ‏        | لم يكمل السباق             |
| 212                        | Ingvild Gåskjenn ‏          | لم يكمل السباق             |
| 213                        | Amalie Lutro ‏              | 96                         |
| 214                        | ميكي كروجر                 | لم يكمل السباق             |
| 215                        | NOR                        | لم يكمل السباق             |
| 216                        | Anne Dorthe Ysland ‏        | 55                         |

| أيه آر مونكس برو سيكلينج للسيدات ‏ ASA | أيه آر مونكس برو سيكلينج للسيدات ‏ ASA | أيه آر مونكس برو سيكلينج للسيدات ‏ ASA |
| ------------------------------------- | ------------------------------------- | ------------------------------------- |
| م                                     | عداء                                  | مرتبة                                 |
| 221                                   | أرلينيس سيرا                          | لم يكمل السباق                        |
| 222                                   | Mariia Miliaeva ‏                      | لم يكمل السباق                        |
| 223                                   | Maria Novolodskaya ‏                   | 58                                    |
| 224                                   | Katia Ragusa ‏                         | 47                                    |
| 225                                   | Lizbeth Salazar ‏                      | 88                                    |
| 226                                   | Maria Vittoria Sperotto ‏              | لم يكمل السباق                        |

| ماسي تكتيك تيم للسيدات ‏ MAT | ماسي تكتيك تيم للسيدات ‏ MAT  | ماسي تكتيك تيم للسيدات ‏ MAT |
| --------------------------- | ---------------------------- | --------------------------- |
| م                           | عداء                         | مرتبة                       |
| 231                         | Vita Heine ‏                  | 71                          |
| 232                         | Mireia Benito ‏               | 101                         |
| 233                         | Maaike Coljé ‏                | 94                          |
| 234                         | Agua Marina Espínola ‏ (طريق) | 97                          |
| 235                         | Špela Kern ‏                  | 50                          |
| 236                         | Mireia Trias ‏                | 111                         |

| إس دي وركس ‏ SDW | إس دي وركس ‏ SDW             | إس دي وركس ‏ SDW |
| --------------- | --------------------------- | --------------- |
| م               | عداء                        | مرتبة           |
| 1               | Chantal van den Broek-Blaak | 19              |
| 2               | أنا فان دير بريغين (طريق)   | 8               |
| 3               | جولين ديهور                 | 78              |
| 4               | ايمي بيترز                  | 14              |
| 5               | ديمي فوليرينغ               | 5               |
| 6               | كريستين ماجروس (طريق)       | 62              |

| يو أي أيه تيم ‏ ALE | يو أي أيه تيم ‏ ALE | يو أي أيه تيم ‏ ALE |
| ------------------ | ------------------ | ------------------ |
| م                  | عداء               | مرتبة              |
| 11                 | مارتا باستيانيلي   | 44                 |
| 12                 | Maaike Boogaard ‏   | 36                 |
| 13                 | يوجينة بوجاك       | 102                |
| 14                 | تاتيانا جوديرزو    | 106                |
| 15                 | مارلين رويسر       | 9                  |
| 16                 | Laura Tomasi ‏      | 79                 |

| كانيون–إس آر إيه إم ‏ CSR | كانيون–إس آر إيه إم ‏ CSR | كانيون–إس آر إيه إم ‏ CSR |
| ------------------------ | ------------------------ | ------------------------ |
| م                        | عداء                     | مرتبة                    |
| 21                       | كاتارزينا نيفيادوما      | 20                       |
| 22                       | الكسيس ريان              | 32                       |
| 23                       | Alice Barnes             | 64                       |
| 24                       | هانا بارنز               | 65                       |
| 25                       | تيفاني كرومويل           | 23                       |
| 26                       | ليزا كلاين               | 51                       |

| FDJ–Suez ‏ FDJ | FDJ–Suez ‏ FDJ       | FDJ–Suez ‏ FDJ |
| ------------- | ------------------- | ------------- |
| م             | عداء                | مرتبة         |
| 31            | سيسيلي أوتوب لودفيغ | 7             |
| 32            | مارتا كافالي        | 6             |
| 33            | برودي شابمان        | 29            |
| 34            | أوجيني دوفال        | 54            |
| 35            | إميليا فهلين        | 63            |
| 36            | Maëlle Grossetête ‏  | 57            |

| ليف ريسينغ ‏ LIV | ليف ريسينغ ‏ LIV   | ليف ريسينغ ‏ LIV |
| --------------- | ----------------- | --------------- |
| م               | عداء              | مرتبة           |
| 41              | لوت كوبيكي (طريق) | 13              |
| 42              | Valerie Demey ‏    | 46              |
| 43              | صوفيا بيرتيزولو   | 45              |
| 44              | أليسون جاكسون     | 22              |
| 45              | Jeanne Korevaar ‏  | 38              |
| 46              | ثريا بالادين      | 66              |

| موفيستار للسيدات ‏ MOV | موفيستار للسيدات ‏ MOV    | موفيستار للسيدات ‏ MOV |
| --------------------- | ------------------------ | --------------------- |
| م                     | عداء                     | مرتبة                 |
| 51                    | أنيميك فان فليوتن (طريق) | 1                     |
| 52                    | أود بيانيك               | لم يكمل السباق        |
| 53                    | Jelena Erić (cyclist) ‏   | لم يكمل السباق        |
| 54                    | Emma Norsgaard (طريق)    | 35                    |
| 55                    | ليا توماس                | 11                    |
| 56                    | باربرا جوارشي            | لم يكمل السباق        |

| Liv AlUla Jayco ‏ BEX | Liv AlUla Jayco ‏ BEX | Liv AlUla Jayco ‏ BEX |
| -------------------- | -------------------- | -------------------- |
| م                    | عداء                 | مرتبة                |
| 61                   | غريس براون           | 3                    |
| 62                   | Teniel Campbell ‏     | 82                   |
| 63                   | Arianna Fidanza ‏     | 110                  |
| 64                   | سارة روي (طريق)      | 30                   |
| 65                   | أماندا سبرات         | 28                   |
| 66                   | Moniek Tenniglo ‏     | 77                   |

| فريق سنويب للسيدات ‏ DSM | فريق سنويب للسيدات ‏ DSM | فريق سنويب للسيدات ‏ DSM |
| ----------------------- | ----------------------- | ----------------------- |
| م                       | عداء                    | مرتبة                   |
| 71                      | فلورتجي ماكايج          | 17                      |
| 72                      | سوزان أندرسن            | لم يكمل السباق          |
| 73                      | ليا كيرشمان             | 99                      |
| 74                      | فرانشيسكا كوش ‏          | 34                      |
| 75                      | جولييت لابوس            | 60                      |
| 76                      | ليان ليبرت              | 26                      |

| Lidl–Trek (women's team) ‏ TFS | Lidl–Trek (women's team) ‏ TFS | Lidl–Trek (women's team) ‏ TFS |
| ----------------------------- | ----------------------------- | ----------------------------- |
| م                             | عداء                          | مرتبة                         |
| 81                            | Ellen van Dijk                | 21                            |
| 82                            | Lizzie Deignan                | 18                            |
| 83                            | Audrey Cordon-Ragot (طريق)    | 31                            |
| 84                            | إليسا ونغو بورغيني (طريق)     | 4                             |
| 85                            | لوسيندا براند                 | 67                            |

| جامبو فيسما للسيدات ‏ TJV | جامبو فيسما للسيدات ‏ TJV | جامبو فيسما للسيدات ‏ TJV |
| ------------------------ | ------------------------ | ------------------------ |
| م                        | عداء                     | مرتبة                    |
| 91                       | ماريان فوس               | 12                       |
| 92                       | آنا هندرسون              | 24                       |
| 93                       | رومي كاسبر               | 52                       |
| 94                       | أنوسكا كوستر             | 37                       |
| 95                       | ريجان ماركوس             | 27                       |
| 96                       | Karlijn Swinkels ‏        | 107                      |

| Ceratizit Pro Cycling ‏ WNT | Ceratizit Pro Cycling ‏ WNT | Ceratizit Pro Cycling ‏ WNT |
| -------------------------- | -------------------------- | -------------------------- |
| م                          | عداء                       | مرتبة                      |
| 101                        | ليزا برينور (طريق)         | 2                          |
| 102                        | Kathrin Hammes ‏            | 74                         |
| 103                        | ماريا جوليا كونفالونيري    | 16                         |
| 104                        | Marta Lach ‏ (طريق)         | 59                         |
| 105                        | Julie Norman Leth ‏         | 40                         |
| 106                        | Lea Lin Teutenberg ‏        | لم يكمل السباق             |

| لوتو بيليسول للسيدات ‏ LSL | لوتو بيليسول للسيدات ‏ LSL | لوتو بيليسول للسيدات ‏ LSL |
| ------------------------- | ------------------------- | ------------------------- |
| م                         | عداء                      | مرتبة                     |
| 111                       | Jesse Vandenbulcke ‏       | 49                        |
| 112                       | Danique Braam ‏            | لم يكمل السباق            |
| 113                       | Lone Meertens ‏            | 108                       |
| 114                       | حنا نيلسون                | 48                        |
| 115                       | Abby-Mae Parkinson ‏       | 72                        |
| 116                       | Anna Plichta ‏             | لم يكمل السباق            |

| باركهوتل فالكنبورغ ‏ PHV | باركهوتل فالكنبورغ ‏ PHV | باركهوتل فالكنبورغ ‏ PHV |
| ----------------------- | ----------------------- | ----------------------- |
| م                       | عداء                    | مرتبة                   |
| 121                     | Mischa Bredewold ‏       | 25                      |
| 122                     | Femke Gerritse ‏         | 69                      |
| 123                     | فيمكا ماركوس            | 87                      |
| 124                     | Lieke Nooijen ‏          | 84                      |
| 125                     | Marit Raaijmakers ‏      | 73                      |
| 126                     | Sofie van Rooijen ‏      | لم يكمل السباق          |

| EF Education–Tibco–SVB ‏ TIB | EF Education–Tibco–SVB ‏ TIB | EF Education–Tibco–SVB ‏ TIB |
| --------------------------- | --------------------------- | --------------------------- |
| م                           | عداء                        | مرتبة                       |
| 131                         | لورين ستيفنز                | 68                          |
| 132                         | إيفا بورمان                 | لم يكمل السباق              |
| 133                         | كريستين فولكنر              | 10                          |
| 134                         | Sarah Gigante ‏              | 61                          |
| 135                         | نينا كيسلر                  | 90                          |
| 136                         | Eri Yonamine ‏               | 39                          |

| فالكار سيلانس ‏ VAL | فالكار سيلانس ‏ VAL | فالكار سيلانس ‏ VAL |
| ------------------ | ------------------ | ------------------ |
| م                  | عداء               | مرتبة              |
| 141                | إليسا بالسامو      | 15                 |
| 142                | كيارا كونسوني      | 42                 |
| 143                | Vittoria Guazzini ‏ | 56                 |
| 144                | Silvia Persico ‏    | 76                 |
| 145                | إيلينا بيروني      | لم يكمل السباق     |
| 146                | Ilaria Sanguineti ‏ | 105                |

| بلانتور بورا سيلينج تيم ‏ PLP | بلانتور بورا سيلينج تيم ‏ PLP | بلانتور بورا سيلينج تيم ‏ PLP |
| ---------------------------- | ---------------------------- | ---------------------------- |
| م                            | عداء                         | مرتبة                        |
| 151                          | Yara Kastelijn ‏              | لم يكمل السباق               |
| 152                          | Manon Bakker ‏                | 103                          |
| 153                          | ساني كانت                    | 80                           |
| 154                          | Ceylin del Carmen Alvarado   | 104                          |
| 155                          | Aniek van Alphen ‏            | 100                          |
| 156                          | إنج فان دير هيدين            | 53                           |

| بنجوال شوفالمير ‏ CCT | بنجوال شوفالمير ‏ CCT | بنجوال شوفالمير ‏ CCT |
| -------------------- | -------------------- | -------------------- |
| م                    | عداء                 | مرتبة                |
| 161                  | Justine Ghekiere ‏    | لم يكمل السباق       |
| 162                  | كيلي فان دن ستين     | 75                   |
| 163                  | ثاليتا دي جونج       | 41                   |
| 164                  | Claudia Jongerius‏    | لم يكمل السباق       |
| 165                  | ناتالي فان غوخ       | 95                   |
| 166                  | Rozanne Slik ‏        | لم يكمل السباق       |

| دولتشيني فان إيك بروكسيموس ‏ DVE | دولتشيني فان إيك بروكسيموس ‏ DVE | دولتشيني فان إيك بروكسيموس ‏ DVE |
| ------------------------------- | ------------------------------- | ------------------------------- |
| م                               | عداء                            | مرتبة                           |
| 171                             | Victoire Berteau ‏               | لم يكمل السباق                  |
| 172                             | Christina Schweinberger ‏        | لم يكمل السباق                  |
| 173                             | Kathrin Schweinberger ‏ (طريق)   | 33                              |
| 174                             | Nicole Steigenga ‏               | لم يكمل السباق                  |
| 175                             | Fien van Eynde ‏                 | 88                              |
| 176                             | Amber Aernouts‏                  | لم يكمل السباق                  |

| أوتوجلاس ويترين ‏ MUL | أوتوجلاس ويترين ‏ MUL | أوتوجلاس ويترين ‏ MUL |
| -------------------- | -------------------- | -------------------- |
| م                    | عداء                 | مرتبة                |
| 181                  | Marijke de Smedt‏     | 91                   |
| 182                  | Fien Delbaere ‏       | 93                   |
| 183                  | آن صوفي دويك         | 83                   |
| 184                  | Rosalie Van der Wolf‏ | لم يكمل السباق       |
| 185                  | Céline van Houtum‏    | 86                   |
| 186                  | Kylie Waterreus ‏     | 89                   |

| Aromitalia–Basso Bikes–Vaiano ‏ VAI | Aromitalia–Basso Bikes–Vaiano ‏ VAI | Aromitalia–Basso Bikes–Vaiano ‏ VAI |
| ---------------------------------- | ---------------------------------- | ---------------------------------- |
| م                                  | عداء                               | مرتبة                              |
| 191                                | Olivija Baleišytė ‏                 | لم يكمل السباق                     |
| 192                                | Giada Borghesi ‏                    | لم يكمل السباق                     |
| 193                                | Letizia Borghesi ‏                  | مستبعد                             |
| 194                                | Inga Češulienė ‏                    | 98                                 |
| 195                                | راسا ليليفيتو                      | 92                                 |
| 196                                | Gemma Sernissi ‏                    | لم يكمل السباق                     |

| دروبز ‏ DRP | دروبز ‏ DRP               | دروبز ‏ DRP     |
| ---------- | ------------------------ | -------------- |
| م          | عداء                     | مرتبة          |
| 201        | Dani Christmas ‏          | لم يكمل السباق |
| 202        | Elizabeth Bennett‏        | لم يكمل السباق |
| 203        | إميلي موبيرج             | لم يكمل السباق |
| 204        | Sara Penton ‏             | 70             |
| 205        | Marjolein van 't Geloof ‏ | 85             |
| 206        | Maike van der Duin ‏      | 43             |

| تيم كوب هايتك بوردكتس ‏ HPU | تيم كوب هايتك بوردكتس ‏ HPU | تيم كوب هايتك بوردكتس ‏ HPU |
| -------------------------- | -------------------------- | -------------------------- |
| م                          | عداء                       | مرتبة                      |
| 211                        | Caroline Andersson ‏        | لم يكمل السباق             |
| 212                        | Ingvild Gåskjenn ‏          | لم يكمل السباق             |
| 213                        | Amalie Lutro ‏              | 96                         |
| 214                        | ميكي كروجر                 | لم يكمل السباق             |
| 215                        | NOR                        | لم يكمل السباق             |
| 216                        | Anne Dorthe Ysland ‏        | 55                         |

| أيه آر مونكس برو سيكلينج للسيدات ‏ ASA | أيه آر مونكس برو سيكلينج للسيدات ‏ ASA | أيه آر مونكس برو سيكلينج للسيدات ‏ ASA |
| ------------------------------------- | ------------------------------------- | ------------------------------------- |
| م                                     | عداء                                  | مرتبة                                 |
| 221                                   | أرلينيس سيرا                          | لم يكمل السباق                        |
| 222                                   | Mariia Miliaeva ‏                      | لم يكمل السباق                        |
| 223                                   | Maria Novolodskaya ‏                   | 58                                    |
| 224                                   | Katia Ragusa ‏                         | 47                                    |
| 225                                   | Lizbeth Salazar ‏                      | 88                                    |
| 226                                   | Maria Vittoria Sperotto ‏              | لم يكمل السباق                        |

| ماسي تكتيك تيم للسيدات ‏ MAT | ماسي تكتيك تيم للسيدات ‏ MAT  | ماسي تكتيك تيم للسيدات ‏ MAT |
| --------------------------- | ---------------------------- | --------------------------- |
| م                           | عداء                         | مرتبة                       |
| 231                         | Vita Heine ‏                  | 71                          |
| 232                         | Mireia Benito ‏               | 101                         |
| 233                         | Maaike Coljé ‏                | 94                          |
| 234                         | Agua Marina Espínola ‏ (طريق) | 97                          |
| 235                         | Špela Kern ‏                  | 50                          |
| 236                         | Mireia Trias ‏                | 111                         |

## التصنيف العام النهائي
| التصنيف العام                          | التصنيف العام       | التصنيف العام    | التصنيف العام                      | التصنيف العام     |
| العداء                                 | العداء              | البلد            | الفريق                             | الوقت             |
| -------------------------------------- | ------------------- | ---------------- | ---------------------------------- | ----------------- |
| 1                                      | أنيميك فان فليوتن   | هولندا           | Movistar Team                      | 4 س 01 دقيقة 11 ث |
| 2                                      | ليزا برينور         | ألمانيا          | Ceratizit-WNT                      | + 26 ث            |
| 3                                      | غريس براون          | أستراليا         | Team BikeExchange                  | + 26 ث            |
| 4                                      | إليسا ونغو بورغيني  | إيطاليا          | Trek-Segafredo                     | + 26 ث            |
| 5                                      | ديمي فوليرينغ       | هولندا           | SD Worx                            | + 26 ث            |
| 6                                      | مارتا كافالي        | إيطاليا          | FDJ-Nouvelle Aquitaine-Futuroscope | + 26 ث            |
| 7                                      | سيسيلي أوتوب لودفيغ | الدنمارك         | FDJ-Nouvelle Aquitaine-Futuroscope | + 28 ث            |
| 8                                      | أنا فان دير بريغين  | هولندا           | SD Worx                            | + 35 ث            |
| 9                                      | مارلين رويسر        | سويسرا           | Alé BTC Ljubljana                  | + 51 ث            |
| 10                                     | كريستين فولكنر      | الولايات المتحدة | Tibco-Silicon Valley Bank          | + 55 ث            |
| مصدر: ProCyclingStats Cycling Quotient |                     |                  |                                    |                   |

### تصنيف النقاط
| تصنيف النقاط                           | تصنيف النقاط                | تصنيف النقاط | تصنيف النقاط                       | تصنيف النقاط |
| العداء                                 | العداء                      | البلد        | الفريق                             | النقاط       |
| -------------------------------------- | --------------------------- | ------------ | ---------------------------------- | ------------ |
| 1                                      | إليسا ونغو بورغيني          | إيطاليا      | Trek-Segafredo                     | 948 نقطة     |
| 2                                      | ماريان فوس                  | هولندا       | Jumbo-Visma                        | 888 نقطة     |
| 3                                      | غريس براون                  | أستراليا     | Team BikeExchange                  | 676 نقطة     |
| 4                                      | أنيميك فان فليوتن           | هولندا       | Movistar Team                      | 620 نقطة     |
| 5                                      | ليزا برينور                 | ألمانيا      | Ceratizit-WNT                      | 604 نقطة     |
| 6                                      | لوت كوبيكي                  | بلجيكا       | Liv Racing                         | 604 نقطة     |
| 7                                      | سيسيلي أوتوب لودفيغ         | الدنمارك     | FDJ-Nouvelle Aquitaine-Futuroscope | 568 نقطة     |
| 8                                      | إليسا بالسامو               | إيطاليا      | Valcar Travel & Service            | 548 نقطة     |
| 9                                      | Chantal van den Broek-Blaak | هولندا       | SD Worx                            | 432 نقطة     |
| 10                                     | إيما نورسجارد يورجنسن       | الدنمارك     | Movistar Team                      | 408 نقطة     |
| مصدر: ProCyclingStats Cycling Quotient |                             |              |                                    |              |

## تصنيف الفرق

### الفرق حسب النقاط
| ترتيب الفرق حسب النقاط                 | ترتيب الفرق حسب النقاط             | ترتيب الفرق حسب النقاط | ترتيب الفرق حسب النقاط |
| الفريق                                 | الفريق                             | البلد                  | النقاط                 |
| -------------------------------------- | ---------------------------------- | ---------------------- | ---------------------- |
| 1                                      | SD Worx                            | هولندا                 | 1744 نقطة              |
| 2                                      | Trek-Segafredo                     | الولايات المتحدة       | 1368 نقطة              |
| 3                                      | Movistar Team                      | إسبانيا                | 1252 نقطة              |
| 4                                      | FDJ-Nouvelle Aquitaine-Futuroscope | فرنسا                  | 1116 نقطة              |
| 5                                      | Liv Racing                         | هولندا                 | 1064 نقطة              |
| 6                                      | Jumbo-Visma                        | هولندا                 | 984 نقطة               |
| 7                                      | Ceratizit-WNT                      | ألمانيا                | 916 نقطة               |
| 8                                      | Team BikeExchange                  | أستراليا               | 880 نقطة               |
| 9                                      | Alé BTC Ljubljana                  | إيطاليا                | 600 نقطة               |
| 10                                     | Canyon-SRAM Racing                 | ألمانيا                | 588 نقطة               |
| مصدر: ProCyclingStats Cycling Quotient |                                    |                        |                        |

## تصانيف فرعية

### تصنيف أفضل شاب
| تصنيف أفضل شاب                         | تصنيف أفضل شاب        | تصنيف أفضل شاب | تصنيف أفضل شاب                     | تصنيف أفضل شاب |
| العداء                                 | العداء                | البلد          | الفريق                             | الوقت          |
| -------------------------------------- | --------------------- | -------------- | ---------------------------------- | -------------- |
| 1                                      | إيما نورسجارد يورجنسن | الدنمارك       | Movistar Team                      |                |
| 2                                      | Maria Novolodskaya ‏   | روسيا          | A.R. Monex Women's                 |                |
| 3                                      | Mischa Bredewold ‏     | هولندا         | Parkhotel Valkenburg               |                |
| 4                                      | Sarah Gigante ‏        | أستراليا       | Tibco-Silicon Valley Bank          |                |
| 5                                      | Évita Muzic ‏          | فرنسا          | FDJ-Nouvelle Aquitaine-Futuroscope |                |
| 6                                      | Vittoria Guazzini ‏    | إيطاليا        | Valcar Travel & Service            |                |
| 7                                      | فرانشيسكا كوش ‏        | ألمانيا        | Team DSM                           |                |
| 8                                      | لورينا ويبيس          | هولندا         | Team DSM                           |                |
| 9                                      | Julia van Bokhoven ‏   | هولندا         | Parkhotel Valkenburg               |                |
| 10                                     | Mylène de Zoete ‏      | هولندا         | NXTG Racing                        |                |
| مصدر: ProCyclingStats Cycling Quotient |                       |                |                                    |                |

## وصلات خارجية
- الموقع الرسمي
- لمحة عن سباق طواف فلاندرز للسيدات 2021 على موقع  ProCyclingStats   (برو  سايكلنج  ستاتس) - إحصاءات  محترفي  الدراجات.
- طواف فلاندرز للسيدات 2021 على موقع إحصائيات الدراجات الإحترافية (الإنجليزية)